# Clostridium hathewayi
Clostridium hathewayi è una specie di batterio appartenente alla famiglia delle Clostridiaceae.